# Sipbilleder
Sipbilleder er små stykker papir som viser et kultbillede. De blev i det 18. til 20. århundrede brugt som religiøs folkemedicin. Udkastet til billedet var en del af "åndelig førstehjælp" med overnaturlige helbredende kræfter. De optages gennem indtagelse af en lille note i sig selv.
 Der er for få eller ingen kildehenvisninger i denne artikel, hvilket er et problem. Du kan hjælpe ved at angive troværdige kilder til de påstande, som fremføres i artiklen.